# Campodea plusiochaeta
Campodea plusiochaeta är en urinsektsart som först beskrevs av Filippo Silvestri 1912.  Campodea plusiochaeta ingår i släktet Campodea och familjen Campodeidae. Inga underarter finns listade.